# Uniwersytet Teherański

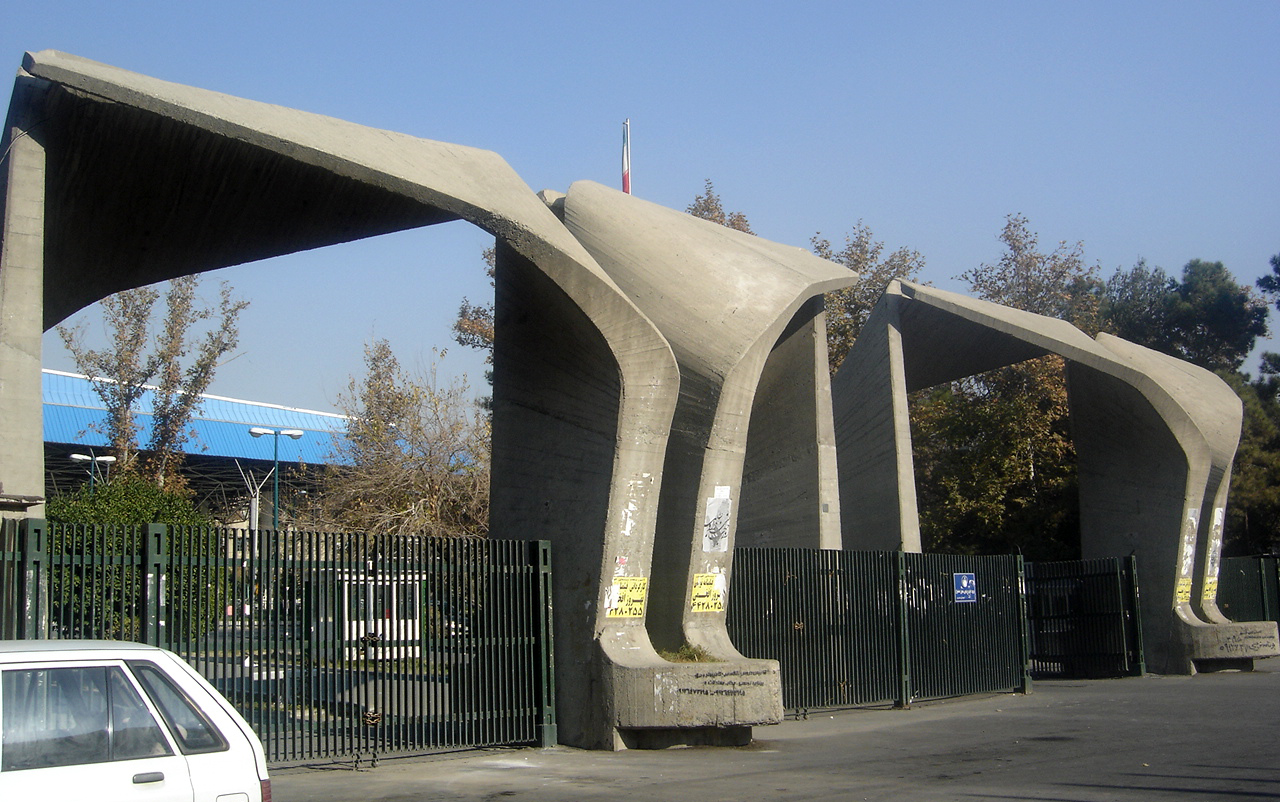
Wejście do uniwersytetu

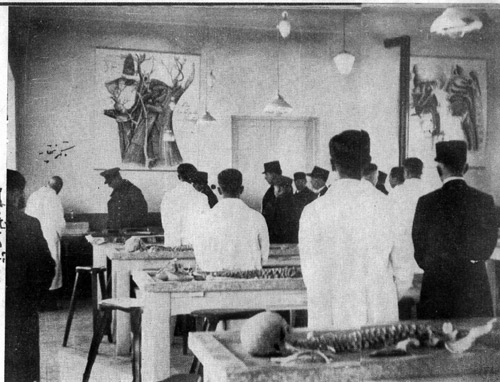
Ceremonia otwarcia Wydziału Lekarskiego przy udziale Rezy Pahlawiego

Uniwersytet Teherański (pers. دانشگاه تهران, Dāneshgāh-e Tehran; ang. Tehran University – UT) – najstarsza nowoczesna uczelnia Iranu. Jest to jedna z najbardziej popularnych uczelni w kraju, uważana za symbol szkolnictwa wyższego w Iranie. Główny kampus znajduje się w samym centrum Teheranu. Pierwszym dziekanem uniwersytetu był minister nauki Ali Asghar Hekmat.

## Główne wydziały
- Kolegium Aburejhan
- Kolegium Rolnictwa i Zasobów Naturalnych
- Kolegium Inżynierii
- Kolegium Sztuk Pięknych
- Kolegium w Kom
- Kolegium Nauki
- Wydział Ekonomii
- Wydział Przedsiębiorczości
- Wydział Ochrony Środowiska
- Wydział Geografii
- Wydział Prawa i Nauk Politycznych
- Wydział Literatury i Języków Obcych
- Wydział Literatury i Nauk Humanistycznych
- Wydział Zarządzania
- Wydział Wychowania Fizycznego i Sportu
- Wydział Psychologii i Edukacji
- Wydział Nauk Społecznych
- Wydziału Teologii i Studiów Islamskim
- Wydział Medycyny Weterynaryjnej
- Wydział Studiów Światowych

Źródło:

## Galeria

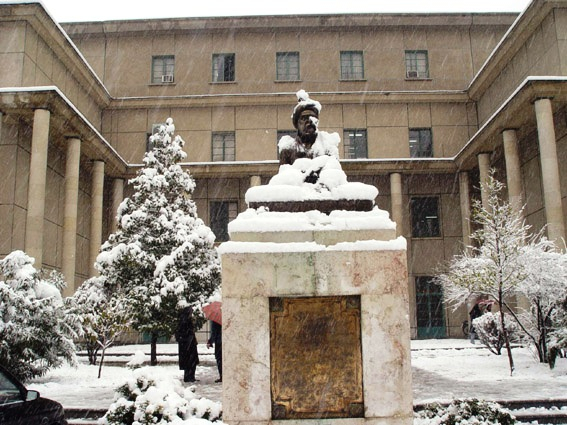
Wydział literatury
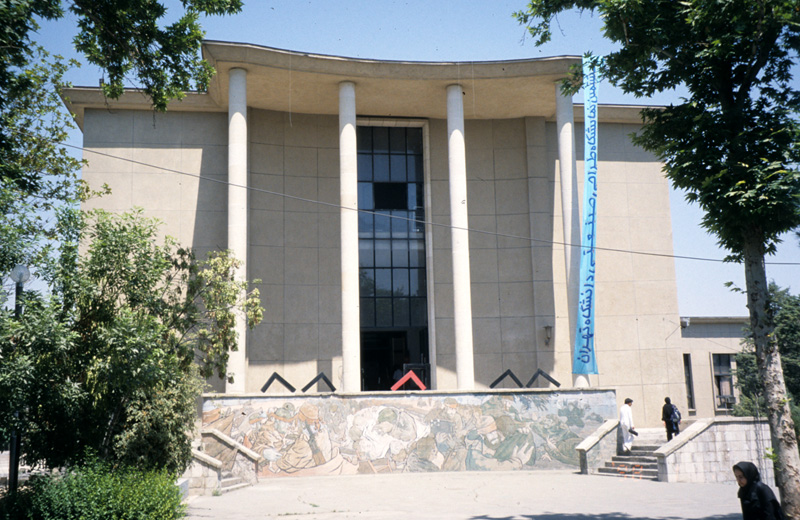
Kolegium Sztuk Pięknych
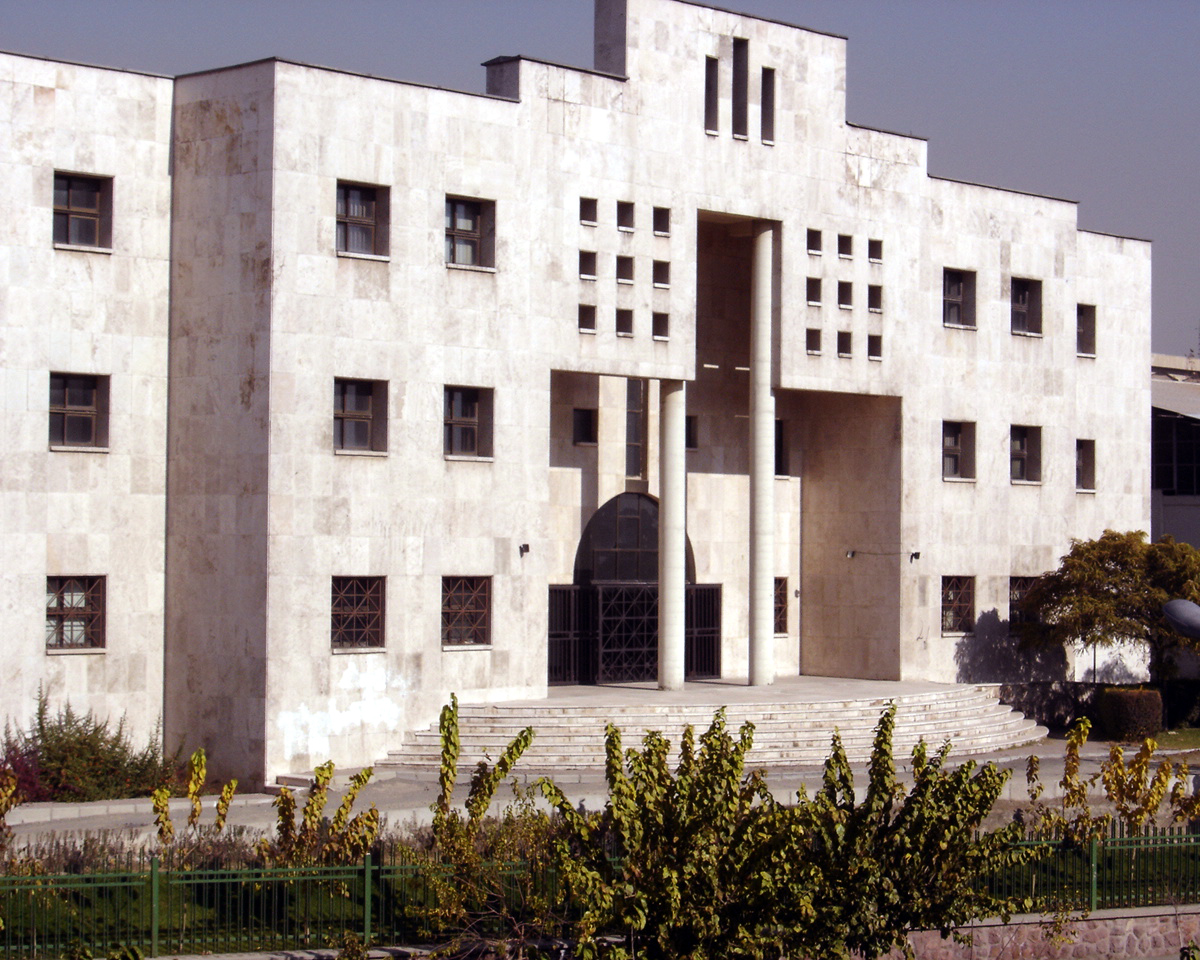
Wydział inżynierii
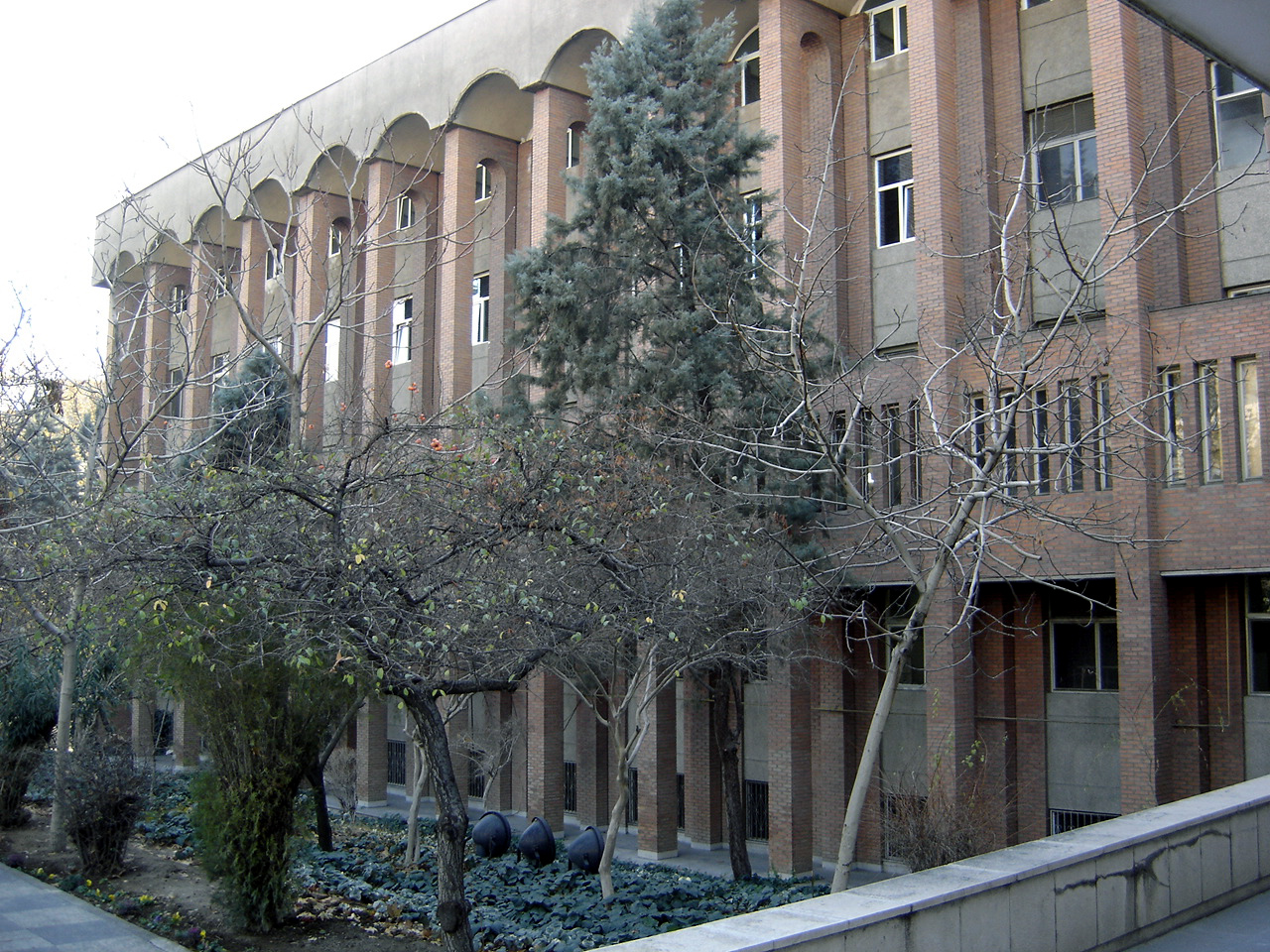
Wydział ekonomii
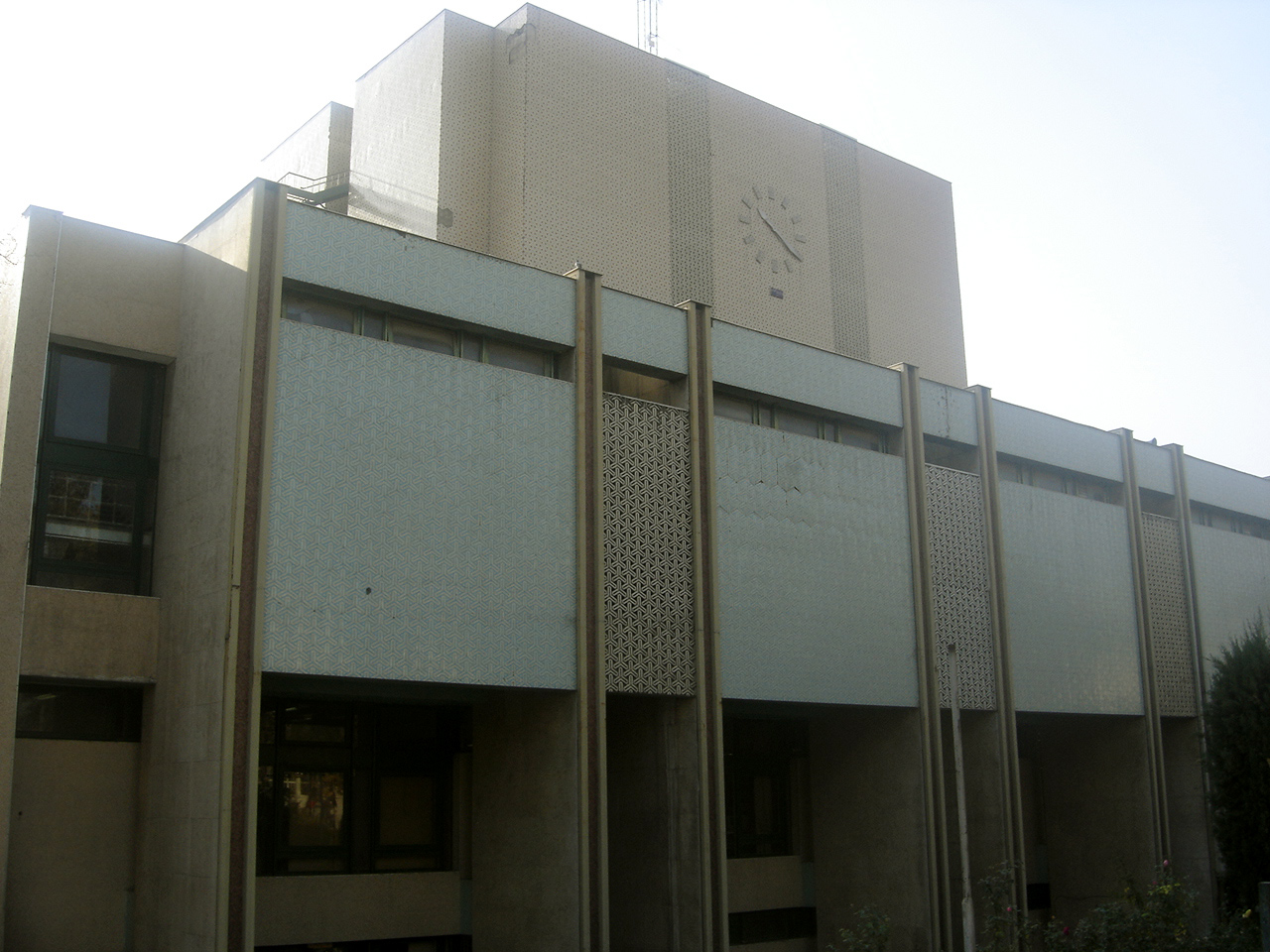
Biblioteka uniwersytecka
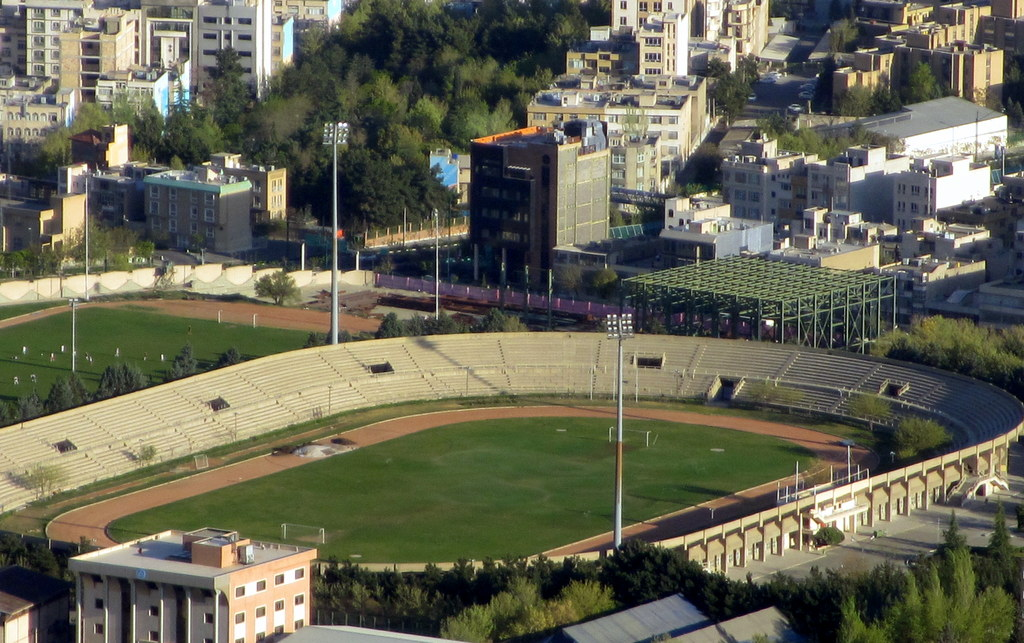
Boisko sportowe
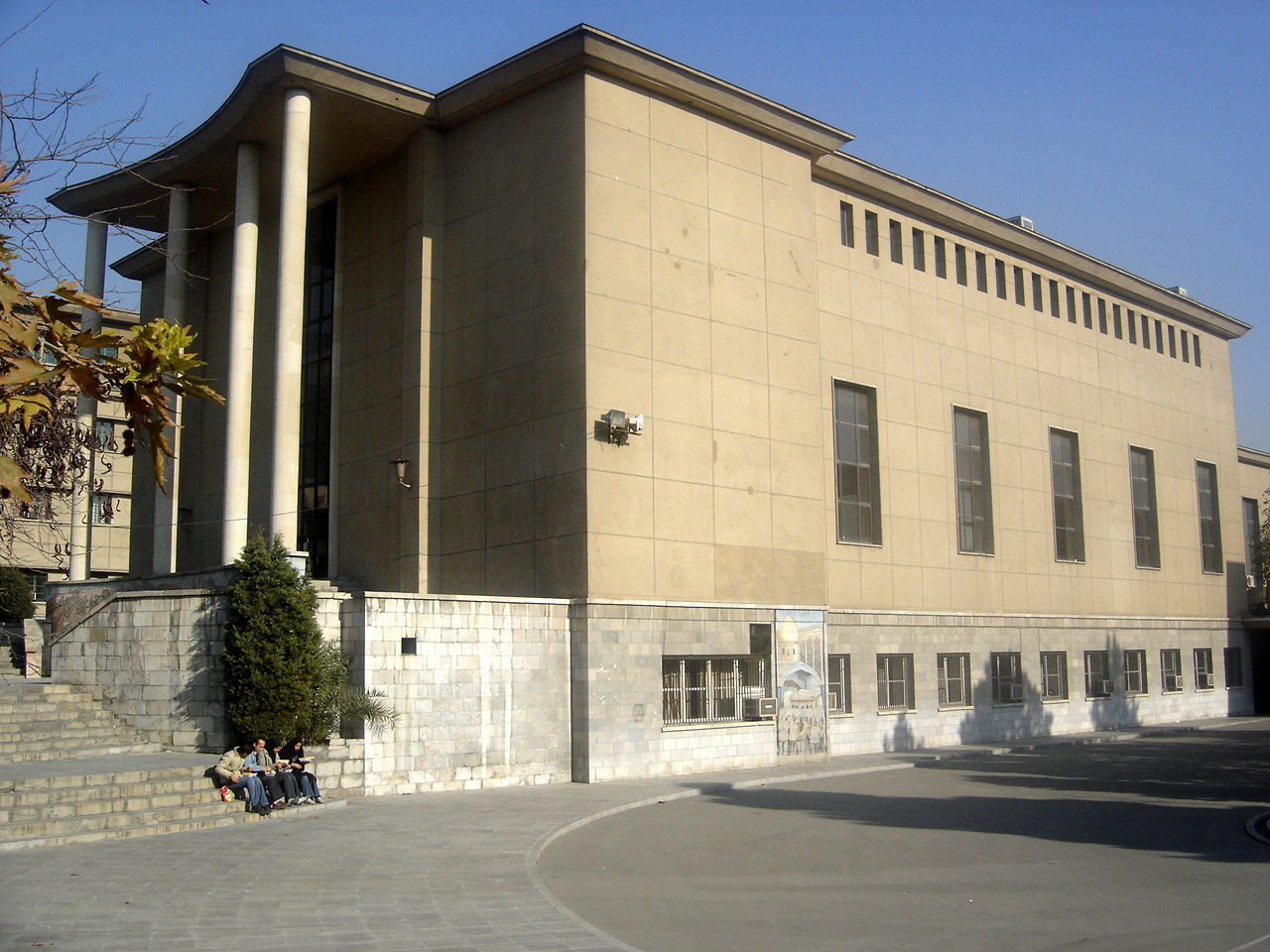
Kolegium Sztuk Pięknych